# Třída Okean
Třída Okean je třída zpravodajských lodí sovětského námořnictva z doby studené války. Sověti je klasifikovali jako hydrografická plavidla. Plavidla této třídy často monitorovala například základny jaderných ponorek a námořní cvičení zemí NATO.

## Stavba
Celkem bylo postaveno 15 jednotek této třídy. Všechny v letech 1957–1961 dodaly východoněmecké loděnice.
Jednotky třídy Okean:
| Jméno                            | Vstup do služby   | Status                                      |
| -------------------------------- | ----------------- | ------------------------------------------- |
| Barometr (ex Minoga)             | 31. května 1959   | vyřazena a v září 1992 prodána Ázerbájdžánu |
| Echolot                          | 10. srpna 1959    | vyřazena 1989                               |
| Krenometr (ex Nělma)             | 10. srpna 1959    | vyřazena 1984                               |
| Teodolit (ex Tuněc)              | 31. července 1959 | vyřazena 1984                               |
| Repitěr                          | 31. prosince 1959 | vyřazena 1986                               |
| Traverz (ex Katuň)               | 20. dubna 1960    | vyřazena 1986                               |
| Lotliň (ex GS-319, ex Tajmeň)    | 30. června 1960   | vyřazena 1993                               |
| Reduktor                         | 31. srpna 1960    | vyřazena 1992                               |
| SM-353 (ex Deflektor, ex Golavľ) | 31. srpna 1960    | upravena na cílovou loď, vyřazena 1983      |
| Linza                            | 29. prosince 1960 | vyřazena 1990                               |
| Gidrofon (ex Gorbuša)            | 23. února 1961    | vyřazena 1979                               |
| Ampermetr (ex Sjomga)            | 31. ledna 1961    | vyřazena 1983                               |
| Alidada (ex Sevrjuga)            |                   | vyřazena 1986                               |
| SM-346 (ex Barograf, ex Vitim)   | 1960              | upravena na cílovou loď, vyřazena 1983      |
| Zond (ex Treska)                 |                   | vyřazena                                    |

## Konstrukce

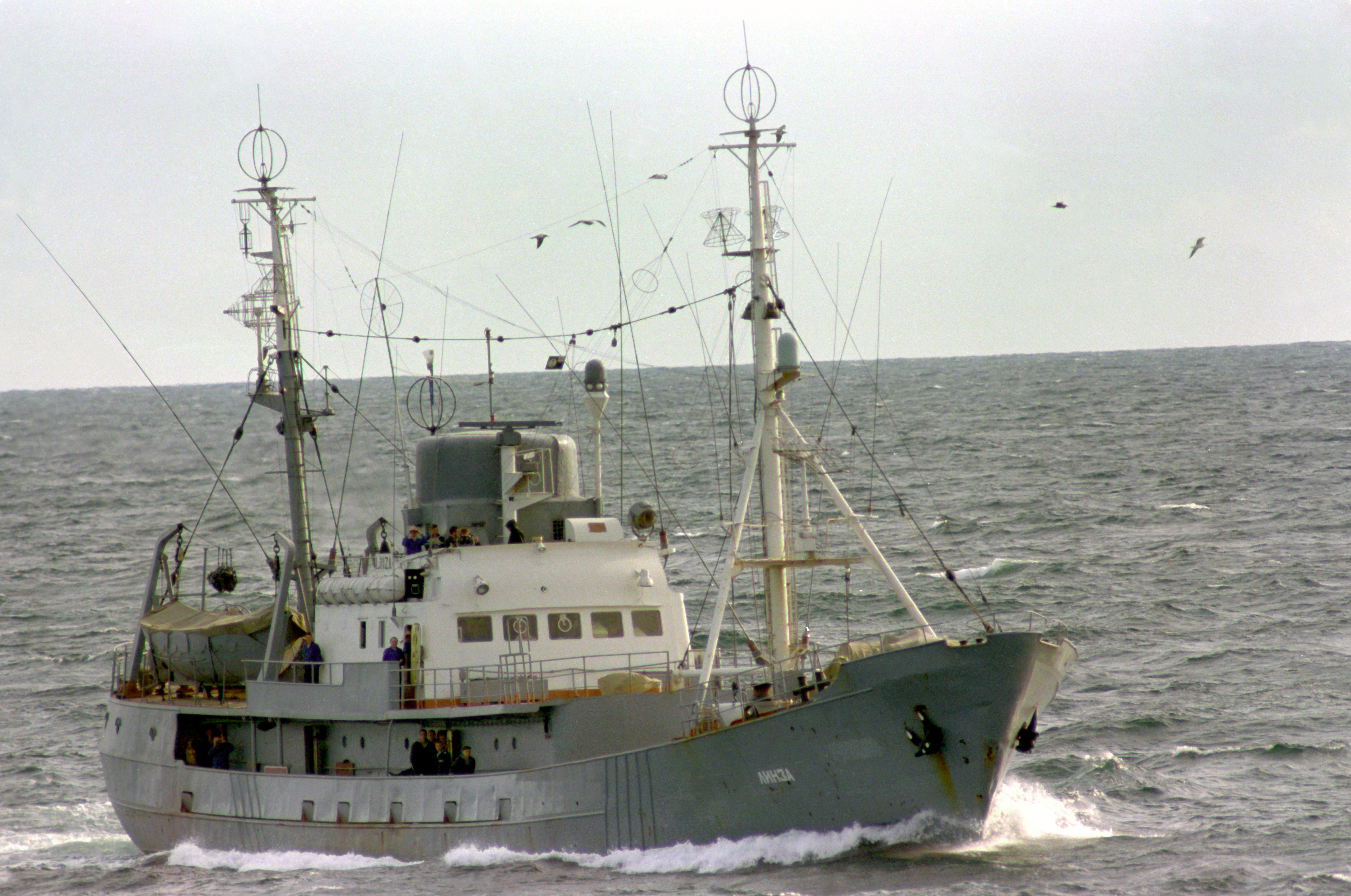
Linza

Konstrukce byla odvozena od civilních rybářských lodí. Plavidla byla původně vybavena navigačním radarem Neptun, později nahrazeným jedním až dvěma radary typu Don Kay. Dále lodě nesly různé elektronické systémy kategorie ELINT a SIGINT. Vybavení jednotlivých lodí se lišilo, stejně počet členů posádky a výzbroj (obvykle osobní zbraně posádky). Na 10 lodí (s výjimkou jednotek Alidada, Ampermetr, Barometr, Gidrofon a Reduktor) byly instalovány dva čtyřnásobné protiletadlové raketové komplety Strela-2M se zásobou 16 střel. Vitim navíc dostal dva 14,5mm kulomety. Pohonný systém tvořil jeden diesel o výkonu 403 kW pohánějící jeden lodní šroub. Nejvyšší rychlost dosahovala 13 uzlů. Dosah byl 7900 námořních mil při rychlosti 9 uzlů a autonomie 40 dnů.